# Comuna Kopîstîn, Hmelnîțkîi
Kopîstîn (în ucraineană Копистин) este o comună în raionul Hmelnîțkîi, regiunea Hmelnîțkîi, Ucraina, formată din satele Ivașkivți, Kolîban, Kopîstîn (reședința) și Mala Kolîban.

## Demografie
Componența lingvistică a comunei Kopîstîn
     Ucraineană (97,09%)
     Rusă (2,72%)
     Alte limbi (0,12%)
Conform recensământului din 2001, majoritatea populației comunei Kopîstîn era vorbitoare de ucraineană (97,09%), existând în minoritate și vorbitori de rusă (2,72%).